# 송호항
송호항은 전라남도 해남군 송지면 송호리에 위치한 어항이다. 1991년 4월 30일 지방어항으로 지정하여 관리하고 있다. 시설관리자는 해남군수이다.

## 어항 시설
- 방파제 190m, 선착장 123m

## 어항 구역
본 항의 어항구역은 다음과 같다.
- 기존 선착장 ㉮점 (X = 9,110.740, Y = 155522.040)을 기준으로 반경 500m 원내의 공유수면

## 개발 계획
- 2009년 7월 27일 고시된 송호항 개발계획(개략공사비 83억원)은 다음과 같다.[1]
  - 방파제: 북측방파제(190m), 남측방파제 (100m)
  - 접안시설: 물양장(110m)
  - 호안: 직립식(40m), 경사식(62m)
  - 기타: 해안도로(145m), 배후부지(5,868m2), 박지준설(24,812m2)

## 주요 어종
- 낙지, 장어, 바지락, 굴